# Une ombre sur le mariage
Une ombre sur le mariage (Wedding Planner Mystery) est un téléfilm américain réalisé par Ron Oliver, diffusé le 19 octobre 2014 sur Hallmark Movie Channel.

## Synopsis
Une organisatrice de mariage, doit gérer deux mariages au sein d'une même famille de mafieux. Elle est suivie d'un journaliste, voulant tout savoir sur cette famille.

## Fiche technique
- Titre original : Wedding Planner Mystery
- Réalisation : Ron Oliver
- Scénario : Deborah Donnelly et Darcy Meyers
- Photographie : Neil Cervin
- Musique : Peter Allen
- Durée : 90 minutes
- Date de diffusion :
  -  France : 12 février 2015 sur TF1

## Distribution
- Erica Durance (VF : Stéphanie Lafforgue) : Carnegie Kincaid
- Andrew W. Walker (VF : Laurent Morteau) : Aaron Gold
- Brandon Beemer (VF : Olivier Chauvel) : Holt Walker
- Rick Ravanello (VF : Julien Kramer) : Inspecteur Borden
- Julian Christopher (en) (VF : Benoît Allemane) : Eddie Breen
- Zahf Paroo : John Nevin
- Chelan Simmons (VF : Caroline Klaus) : Nicky Parry
- Gabrielle Rose (VF : Blanche Ravalec) : Clara Parry
- Karen Holness : Lily
- Billy Mitchell (VF : Jean Barney) : Doug Parry
- Oliver Rice : Lance Solveto
- John Treleaven : Keith Gutherbridge
- Kevan Ohtsji (VF : Nicolas Dangoise) : Ray
- Laura Soltis : Dorothy
- Chelsey Reist (VF : Ana Piévic) : Diane Parry
- Adam Lolacher (VF : Jérôme Wiggins) : Theo
- Cameron Dent : Switchblade
- Nancy Amelia Bell (VF : Colette Marie) : Reine Mary
- Barbara Kottmeier : Michelle Parry
- Clayton Chitty (en) : Shawn
- Nelson Wong : Kenny Staffer
- Anthony Konechny : Homme musclé
- Brenda Crichlow : Sally
- Mark Brandon : Révérend

Sources et légende : Version française selon le carton de doublage français.
Adaptation : Xavier Hussenet